# سعيد أبو الحسن
سعيد أبو الحسن (12 نوفمبر/ تشرين الثاني 1912- 1998) هو شاعر ومترجم وصحافي وأديب سوري، من مواليد السويداء، تعلم على يد كتاتيب القرية، ثم بدأ المرحلة الابتدائية عام 1922 وانقطع عنها عام 1925 بسبب نشوب الثورة السورية، وبدأ الدراسة الإعدادية والثانوية، وأكمل الدراسة في الجامعة اليسوعية ببيروت ونال شهادتها بقسم الفلسفة عام 1936، ثم انتسب الى معهد الحقوق الفرنسي في بيروت وعمل في التعليم ثلاث سنوات متتالية حتى العام 1940، وقد حاز على إجازة في الحقوق وشهادة خاصة في الأدب العربي. عمل كاتب ضبط في المحكمة، وبعد نيله الإجازة في الحقوق مارس المحاماة ما بين عامي 1943 - 1948، ثم عين في وزارة الأشغال العامة والثروة المائية مديراً للشؤون الإدارية، ثم معاوناً للوزير، حتى احيل على التقاعد عام 1980.

## بداياته
ظهرت بواكير كتاباته الشعرية والأدبية والسياسية منذ العام 1938 في جريدة الاستقلال العربي في دمشق، وكذلك قصصه القصيرة، كما نشر في جريدة الجبل في السويداء وغيرها. ومنذ العام 1944 أخذ في كتابة الشعر والقصة والمقالة الأدبية، وأصدر في القامشلي مجلة قانونية زراعية باسم الخابور ثم حولها بعدئذ إلى مجلة شهرية باسم المواكب، التي كانت تهتم بالأدب والعلوم والاجتماع.

## المؤلفات والمترجمات
كتب العديد من المؤلفات وترجم بعض الكتب، منها:
- نيران على القمم - سيرة ذاتية.[5]
- بنو معروف بين السيف والقلم - كتاب توثيقي.
- حياة واحدة لا تكفي.
- المضافة في جبل العرب.
- مظاهر الادب في جبل الدروز.[6][7]

### قصص أطفال
- احتلال القلعة.
- لغتنا الإدارية رسالة إلى ولدي.
- الديوان من الرباب إلى السيمفونية.
- الجزيرة الفراتية.

### شعر ومجموعات شعرية
- بيروت، غزة، هانوي، تشرين.
- كفاح العرب الثمالة.

### ترجمة
- ما هي التنمية؟
- الحق والقانون أو الشعب والحكومة
- الاشتراكية الصعبة
- صلاح الدين الأيوبي البطل الانقى في الإسلام.[8]